# Вачнадзе, Георгий Николаевич
Гео́ргий Никола́евич Вачна́дзе (р. 4 ноября 1943 года, Париж, Франция) — советский и российский историк, дипломат и журналист. Доктор исторических наук, профессор.

## Биография
Родился в оккупированном немцами Париже. В 1947 году семья вернулась в СССР и поселилась в Тбилиси. В 1950—1956 годы семья была выслана в Южно-Казахстанскую область.
В Тбилиси окончил среднюю школу и Тбилисский государственный педагогический институт иностранных языков.
В 1964—1970 годах работал журналистом в ТАСС и в Агентстве печати «Новости».
В 1967 году на факультете журналистики МГУ имени М. В. Ломоносова на кафедре зарубежной печати и литературы защитил диссертацию на соискание учёной степени кандидата исторических наук по теме «Внешнеполитическая пропаганда в печати V республики (На примере освещения франко-алжирских отношений 1958—1966 гг.)».
В 1967—1992 годы — доцент факультета журналистики МГУ имени М. В. Ломоносова.
В 1970—1995 годы — старший научный сотрудник отдела социологических проблем пропаганды Института социологических исследований АН СССР (Институт социологии РАН).
В 1978 году на факультете журналистики МГУ имени М. В. Ломоносова защитил диссертацию на соискание учёной степени доктора исторических наук по теме «Критический анализ форм и методов империалистической пропаганды на СССР 1945—1976 гг.».
В 1995—1998 годах — первый секретарь посольства РФ в Мексике.
В 1998—2003 годах — профессор кафедры СМИ Дипломатической академии МИД РФ.
С 1998 года и по настоящее время — главный редактор портала «Полпред» — архива политико-экономической информации, включающего полнотекстовый обзор публикаций более 600 СМИ.

## Научные труды

### Монографии
- Печать Пятой Республики. 1958—1968 гг. — М.: Изд-во МГУ, 1969. — 166 с. 5 тыс. экз.
- Антенны направлены на Восток. Формы и методы империалистической пропаганды на страны социализма. — М.: Политиздат, 1975. — 176 с. 2-е изд., доп. — М.: Политиздат, 1977. — 240 с. 100 000 экз.
- Международный обмен информацией. — Тбилиси: «Сабчота Сакартвело», 1980. — 386 с. (в соавт. с Ю. Кашлевым).
- Чужие голоса в эфире. — М.: «Молодая гвардия», 1981. — 287 с. (в соавт. с Б. Банновым). 10 тыс. экз.
- Идеологические диверсии империализма. — М.: «Педагогика», 1981. — 120 с. 200 тыс. экз.
- За кулисами одной диверсии. Кто направлял руку террориста на площади Святого Петра. — М.: Политиздат, 1985. — 287 с.
- Белая книга «холодной войны». — М.: «Молодая гвардия», 1985. — 270 с. (в соавт. с В. Артемовым, В. Большаковым, К. Мажейка, Э. Ковалевым). 100 тыс. экз.
- Заговор против Польши? — Тбилиси: «Мерани», 1983. — 334 с. 3 тыс. экз
- Покушение. Политический детектив о происках западных разведок вокруг ими же сфабрикованного «дела» болгарина Сергея Антонова, которого итальянский суд обвинил в организации покушения на папу римского и затем оправдал за отсутствием улик. — Тбилиси: «Ганатлеба», 1987. — 566 с. 100 тыс. экз.
- Агрессия против разума: информационный империализм / Предисловие Я. Засурского.— М.: Политиздат, 1988. — 273 с. 100 тыс. экз.
- Всемирное телевидение. Новые средства массовой информации — их аудитория, техника, бизнес, политика. — Тбилиси: «Ганатлеба», 1989. — 672 с. 100 тыс. экз.
- Польский диалог. События в Польше глазами польских, советских, американских, английских, западногерманских и французских журналистов. — Тбилиси: «Ганатлеба», 1990. — 640 с. (в соавт. с Е. Брониславским). 100 тыс. экз.
- Секреты прессы при Горбачёве и Ельцине. — М.: «Книга и Бизнес», 1992. — 424 с. 2 тыс. экз.
- Горячие точки России. — М.: «Книга, лтд.»; Marburg: «Blaue Hörner Verlag», 1993. — 268 с. 20 тыс. экз.
- Военные мафии Кремля. — М.: «Книга, лтд.»; Marburg: «Blaue Hörner Verlag», 1994. — 272 с. 30 000 экз.
- Справочник областей, республик, краев и округов Российской Федерации. Анализ экономики, телефоны для деловых людей. — М: «Российские вести»; «Книга, Лтд.»; Marburg: «Blaue Hörner Verlag», 1995. — 596 с.

## Художественные произведения
- Вачнадзе Г. Н. Звездный парус // Сборник «Фантастика-77». — М.: «Молодая гвардия», 1977.